# John Joseph Hughes
John Joseph Hughes (Annaloghan, 24 giugno 1797 – New York, 3 gennaio 1864) è stato un arcivescovo cattolico irlandese naturalizzato statunitense, vescovo e poi arcivescovo di New York.

## Biografia
Nato in Irlanda, John Joseph Hughes venne ordinato sacerdote il 15 ottobre 1826.
L'8 agosto 1837 fu eletto vescovo titolare di Basilinopoli.
Il 20 dicembre 1842 fu nominato vescovo di New York.
Il 19 luglio 1850 papa Pio IX elevò la sede newyorkese ad arcidiocesi,  e contestualmente concesse a John Joseph Hughes il titolo di arcivescovo della medesima sede.
Morì a New York il 3 gennaio 1864.

## Genealogia episcopale e successione apostolica
La genealogia episcopale è:
- Cardinale Scipione Rebiba
- Cardinale Giulio Antonio Santori
- Cardinale Girolamo Bernerio, O.P.
- Arcivescovo Galeazzo Sanvitale
- Cardinale Ludovico Ludovisi
- Cardinale Luigi Caetani
- Cardinale Ulderico Carpegna
- Cardinale Paluzzo Paluzzi Altieri degli Albertoni
- Cardinale Gaspare Carpegna
- Cardinale Fabrizio Paolucci
- Cardinale Francesco Barberini
- Cardinale Annibale Albani
- Cardinale Federico Marcello Lante Montefeltro della Rovere
- Vescovo Charles Walmesley, O.S.B.
- Arcivescovo John Carroll, S.I.
- Cardinale Jean-Louis Anne Madelain Lefebvre de Cheverus
- Arcivescovo Ambrose Maréchal, P.S.S.
- Vescovo John Dubois, P.S.S.
- Arcivescovo John Joseph Hughes

La successione apostolica è:
- Cardinale John McCloskey (1844)
- Vescovo William J. Quarter (1844)
- Vescovo Andrew Byrne (1844)
- Vescovo John Timon, C.M. (1847)
- Vescovo David William Bacon (1855)
- Vescovo Francis Patrick McFarland (1858)